# Вєкослав Паскович
Вєкослав Паскович (23 березня 1985) — чорногорський ватерполіст.
Учасник Олімпійських Ігор 2008, 2012 років.
Призер Чемпіонату світу з водних видів спорту 2013 року.
Переможець літньої Універсіади 2005 року. Паскович був частиною команди "Приморац", яка брала участь у Фіналі чотирьох Євроліги з водного поло 2009 року в Рієці, де "Приморац" виграв.
Зараз він грає за Галатасарай.